# 2018 WV1
2018 WV1 est un astéroïde mesurant 2,5 à 5,6 mètres.
Il est passé à 33 000 kilomètres de la Terre (soit environ 27 000 kilomètres de la surface de la planète) le 2 décembre 2018 à 3 h 12 UTC. Sa vitesse relative par rapport à la Terre était d'environ 5 kilomètres par seconde lorsqu'il était au plus près de notre planète. Son orbite est similaire à celle de la Terre. Ces éléments suggèrent qu'il pourrait s'agir d'un morceau de la Lune, arraché du satellite de la Terre par l'impact d'un astéroïde sur la Lune.